# Le Seigneur des anneaux : Le Retour du roi (jeu vidéo)
Pour les articles homonymes, voir Le Seigneur des anneaux (homonymie) et Le Retour du roi (homonymie).
Le Seigneur des anneaux : Le Retour du Roi est un jeu vidéo de 2003 de type beat them all en vue à la troisième personne, développé par EA Redwood Shores et édité par Electronic Arts.
Il est basé sur les deuxième et troisième volets de l'adaptation cinématographique par Peter Jackson du roman Le Seigneur des anneaux de J. R. R. Tolkien : Les Deux Tours et Le Retour du roi, mais sa sortie a été coordonnée avec celle du troisième film, fin 2003. Le Retour du Roi a été développé en collaboration avec New Line Cinema qui détient la franchise des films. Le jeu est proche de son prédécesseur, Le Seigneur des anneaux : Les Deux Tours, mais son scénario se divise en trois branches ; il y a aussi plus de personnages jouables, et une plus grande interactivité avec l'environnement. Deux joueurs peuvent jouer dans un mode coopératif sur certaines missions.
Le jeu a été développé par le studio EA Redwood Shores et publié sous la marque EA Games. Multi-plateforme, il est sorti sur plusieurs consoles de salon (PlayStation 2, Gamecube, Xbox) et sur ordinateur personnel (Windows, Mac OS) ; une adaptation est sortie sur console portable Game Boy Advance. Le jeu a reçu des critiques positives. Ses graphismes, son ambiance sonore et son gameplay ont été bien accueillis ; le contrôle de la caméra a par contre été critiqué.

## Trame

### Synopsis
À la différence de Le Seigneur des anneaux : Les Deux Tours, la campagne est divisée en trois voies distinctes, qui correspondent chacune à un groupe de personnages particuliers. Au début, le joueur est libre d'emprunter la voie qu'il souhaite, mais certains niveaux ultérieurs nécessitent de finir plusieurs voies.
Dans le premier niveau, le joueur prend le rôle de Gandalf dans la fin de la bataille de Fort-le-Cor (parfois appelée « du Gouffre de Helm »). Après ce niveau, le jeu se sépare en trois branches d'histoire, chacun avec un ensemble de personnages : le « Chemin du Magicien » permet de suivre Gandalf, le « Chemin du Roi » : Aragorn, Legolas et Gimli (le joueur doit choisir lequel des trois personnages il contrôle), et le « Chemin des Hobbits » permet de suivre Sam et Frodon (seul le premier est jouable au début),.
Le « Chemin du Magicien » se poursuit par un niveau intitulé « La Route vers Isengard » qui suit immédiatement les événements du premier niveau. Gandalf voyage à travers la forêt vers l'Isengard, combattant des orques avec parfois l'aide d'Ents. Il aide ensuite les Ents à détruire un barrage et inonder l'Isengard. Les niveaux suivants, « Minas Tirith - Sur les Remparts » et « Minas Tirith - Dans la Cour » se déroulent dans la cité de Minas Tirith. Gandalf aide à défendre les murs de la ville contre l'offensive des orques. Gandalf et les soldats de Minas Tirith battent ensuite en retraite dans une cour, et sauvent un certain nombre de civils en fuite.
Le « Chemin du Roi » commence avec Aragorn, Legolas et Gimli voyageant à travers le chemin des Morts, et combattant contre l'Armée des Morts sur le passage. Ils doivent ensuite vaincre le Roi des Morts (qui donne son nom au niveau) en combat et le persuader d'aider le Gondor dans la guerre de l'Anneau. Les Chemins des Morts commencent à s'effondrer ; Aragorn, Legolas et Gimli doivent s'échapper sans être écrasés par les décombres. Ils voyagent ensuite et luttent à « La Porte Sud » contre les troupes de Sauron, pour rejoindre le niveau de « La Bataille des Champs du Pelennor », où ils défendent Merry et Éowyn des Oliphants et du Roi-Sorcier d'Angmar. Le « Chemin du Magicien » et le « Chemin du Roi » partagent leur dernier niveau : « La Porte Noire », où le joueur doit vaincre la Bouche de Sauron et combattre contre les Orques, les Orientaux et les Nazgûl, sans que le moindre membre de l'ancienne Communauté de l'Anneau ne soit tué.
Dans le « Chemin des Hobbits », Frodon, Sam et Gollum doivent s'échapper d'Osgiliath (« La Fuite d'Osgiliath »), en combattant contre des Orques sans que Frodon ne soit capturé par les Nazgûl. Le niveau suivant, « L'Antre d'Arachne », montre comment Sam se défend contre les araignées dont Arachne pour retrouver Frodon. Sam combat ensuite dans « Cirith Ungol » des orques pour entrer dans la Tour de Cirith Ungol et sauver Frodon. Dans le dernier niveau, « Le Gouffre du Destin », le joueur contrôle Frodon qui combat contre Gollum dans la Montagne du Destin.
Tout comme dans l'opus précédent, il est possible de débloquer des missions bonus. Au nombre de deux, il s'agit de missions d'endurance, c'est-à-dire que le joueur doit venir à bout de vagues successives d'ennemis. Ces missions sont intitulées « Le Palantír de Saroumane » et « Le Palantír de Sauron ».

### Personnages jouables
- Gandalf est le seul personnage jouable de la première mission, « Le Gouffre de Helm » (même si le jeu a été fini), et du « Chemin du Magicien ». Il est aussi jouable sur « La Porte Noire », dernier niveau du Chemin du Roi. Il possède de puissants pouvoirs, comme des boules de feu et un bouclier.
- Aragorn à une longue portée et possède des coups puissants, capables de tuer un boss en quelques coups. Il est jouable sur toutes les missions du « Chemin du Roi ».
- Legolas possède une portée faible au corps à corps mais une vitesse supérieure aux autres personnages. Il a aussi plus d'améliorations de flèches que les autres personnages. Il est jouable sur toutes les missions du « Chemin du Roi ».
- Gimli : Extrêmement endurant, ce personnage est également plus lent que les autres. Il est jouable sur toutes les missions du « Chemin du Roi ».
- Sam : Sam possède des coups lents et assez faibles. Il n'est pas très fort dans les combats en mêlée, mais comme les autres Hobbits, il possède une amélioration de vie de plus que les autres personnages. Il est jouable sur toutes les missions du « Chemin des Hobbits », sauf le « Gouffre du Destin », dernière mission du jeu.
- Frodon : Frodon est comme Sam, sauf que son coup de grâce est plus lent et qu'il met plus de temps à dégainer ses dagues. Il n'est jouable que sur « Le Gouffre du Destin », dernière mission du « Chemin des Hobbits ».

Plusieurs personnages deviennent jouables une fois le jeu terminé : Faramir, qui possède les mêmes capacités qu'Aragorn, et les hobbits Merry et Pippin qui possèdent les mêmes capacités que Sam et Frodon, et aussi Sméagol, uniquement jouable sur les cartes bonus une fois le jeu terminé avec tous les personnages.

## Système de jeu

### Généralités
Le gameplay a été décrit par les développeurs comme une version moderne de Gauntlet[réf. nécessaire].
Le Retour du Roi est un beat them all. Le jeu est proche de son prédécesseur, Le Seigneur des anneaux : Les Deux Tours. Les niveaux sont en moyenne deux fois plus étendus que dans Les Deux Tours, et leur scénario est moins linéaire. Un changement important par rapport aux Deux Tours est la possibilité d'interagir avec le décor : le joueur peut utiliser des machines, par exemple des ponts et des catapultes, pour remplir ses objectifs, et il peut se servir d'objets du décor comme armes, telles que des lances ou des chaudrons, pour tuer les ennemis,.
Chaque personnage a son propre ensemble de combos et ses propres attributs. À la fin de chaque niveau, le joueur peut augmenter les capacités et la puissance des combos de ses personnages en utilisant les points d'expérience gagnés lors du scénario. Le nombre de points d'expérience dont le joueur dispose dépend de l'efficacité de ses coups dans le jeu. Des interviews avec les acteurs des films, et d'autres récompenses de ce type, sont rendus accessibles à mesure que le joueur progresse dans le jeu.

### Modes de jeu
Contrairement à Les Deux Tours, « Le Retour du Roi » possède un mode coopératif pour deux joueurs. La version PlayStation 2 a également des options pour jouer en ligne avec le support du casque usb (en) afin de communiquer vocalement avec les autres joueurs. Depuis au moins mars 2009, le serveur de jeu en ligne n'est plus maintenu, et Le Retour du Roi n'est plus mentionné sur le site officiel d'Electronic Arts.

### Contenu
Todd Arnold, producteur « doyen » de Le Retour du Roi, a déclaré que le jeu n'était pas destiné à redire l'histoire du film, mais à permettre au joueur de se sentir au plus proche des personnages dans les moments les plus importants du film pour eux. Les niveaux ont été dessinés avec cet objectif, donnant le minimum d'informations annexes, se contentant du contexte. Les critiques ont noté cette absence d'intrigue. Des libertés avec le scénario ont été prises, et les critiques ont noté que certaines scènes cinématiques pouvaient en dire trop à ceux qui n'avaient pas vu le film,. Greg Kasavin de GameSpot a dit que « si vous ne connaissez pas l'histoire du Retour du roi, l'histoire du jeu va être difficile à suivre, car vous n'en aurez qu'un résumé... dans le cas où vous ne voulez pas que le film vous soit dévoilé, il serait mieux que vous vous absteniez de jouer au Retour du Roi avant d'avoir vu le film, ».

## Développement
Suivant les succès de l'adaptation Les Deux Tours du film homonyme, l'adaptation de Le Retour du roi est annoncée le 25 avril 2003,.
Tandis que Les Deux Tours est sorti sur les trois principales consoles de salon du moment (la PS2, la GameCube et la Xbox) mais pas sur ordinateur personnel, Le Retour du Roi sort sur PC en plus des trois consoles. Electronic Arts annonça que le jeu allait permettre trois branches de l'histoire plutôt qu'une seule, et huit personnages jouables plutôt que trois dans Les Deux Tours. Les compositions de Howard Shore et des extraits inédits des films ont été utilisés, et plusieurs acteurs ont prêté leurs voix au jeu.
Les développeurs ayant travaillé sur Le Retour du Roi ont qualifié le jeu de « plus grand et mieux » que Les Deux Tours. « Dans Les Deux Tours, le joueur peut occasionnellement se trouver face à 10 ou 15 ennemis, » dit le concepteur Chris Tremmel, « dans Le Retour du Roi, il y a des zones où le joueur peut se retrouver face à plus de 40 orques... Les amateurs des Deux Tours trouveront que l'expérience de combat du Retour du Roi est proche, mais bien plus intense. » Les niveaux ont été dessinés jusqu’à un important niveau de détail avant d'être modélisés. L'aspect du jeu a été amélioré par rapport à Les Deux Tours : « On trace deux fois plus de polygones et des textures deux fois plus denses cette année » a dit le producteur délégué Neil Young. L'intelligence artificielle des ennemis a également été améliorée.
Le producteur délégué Glen Schofield a déclaré que le plus gros défi des développeurs était d'« essayer d'adapter l'action à couper le souffle des films, ». EA Redwood Shores a travaillé avec New Line Cinema pour rendre les jeux les plus « authentiques » possible. « Nous avons même embauché les mêmes cascadeurs que dans le film pour nous aider à rendre les mouvements plus réalistes dans le jeu », a fait remarquer Schofield. La directrice de la relation aux partenaires, Nina Dobner, a dit « nous voulons que le jeu ne soit pas simplement proche des films, mais qu'il soit exactement comme les films, ». Selon elle, aucun détail n'a été inventé pour le jeu : « Lorsque nous reproduisons Minas Tirith… nous avons senti que l'on gagnerait à faire voir et sentir à l'équipe des détails du plateau du tournage à l'équipe. Malheureusement, il avait déjà été démonté. Alors, tant qu'on était en Nouvelle-Zélande, j'ai cherché dans les différents entrepôts pour trouver des restes de l'ensemble démonté. Après beaucoup de travail, je suis retourné à San Francisco portant fièrement quatre briques de Minas Tirith ensemble,. »
Le Retour du Roi a atteint le state de release to manufacturing sur toutes les plateformes le 10 octobre 2003. Il a été commercialisé en Amérique du Nord le 6 novembre, un mois exactement avant la sortie du film au cinéma.

## Accueil

### Critiques

#### Points positifs
Le Retour du Roi a eu une bonne réception critique,,,. Il a remporté deux prix lors du D.I.C.E. Summit (en) de 2004 : meilleure implication dans un personnage (Outstanding achievement in character performance, pour le doublage du personnage de Frodon par Elijah Wood) et meilleurs effets sonores (Outstanding achievement in sound design).
L'adaptation a été qualifiée par Michael Knutson de GameZone de « meilleure adaptation d'un film en jeu depuis bien longtemps, » et par Raymond Padilla de GameSpy de « [devenant] un nouveau standard de l'adaptation vidéoludique d'un film, ».
Les graphismes et le son ont été remarqués par les critiques. Les animations du jeu,, les décors,, la modélisation des personnages,, les scènes cinématiques,, la musique,, et les doublages, ont été particulièrement bien accueillis. « Les effets sonores utilisés vont vous époustoufler » dit Knutson, « Que ce soient les explosions, les bruits des épées, les centaines d'ennemis qui vous barrent le passage, on a l'impression que tout vient directement du film ! »,. Greg Kasavin de GameSpot note que « L'audio du jeu est encore plus puissant que les graphiques, et donnent une intensité à l'action »,. La narration du jeu par la voix de Gandalf, Ian McKellen, a également été saluée,.
Le système de combat a aussi été bien accueilli. Crispin Boyer de 1UP.com a décrit le jeu comme « un manège a sensations… Et pas seulement car Le Retour du Roi voit plus de hordes d'ennemis que l'adaptation des Deux Tours de l'an dernier. Beaucoup de niveaux du Retour du Roi vous obligent à effectuer plusieurs types d'actions pendant que vous combattez »,. Tony Ellis, de PC Gamer UK commente : « Les combats dans LRdR sont très satisfaisants. On ressent presque les coups que l'on donne, ». Ellis note aussi la diversité des niveaux. À l'inverse, Matthew Kato de Game Informer trouve que le gameplay est trop répétitif : « Parfois, j'ai l'impression que je travaille plus pour moins de plaisir que dans Les Deux Tours »,.
Le son a été certifié par THX Ltd.

#### Points négatifs
Le Retour du Roi a été critiqué pour sa gestion de la caméra. « Pourquoi utiliser de nouveaux moteurs graphiques et modélisations des personnages lorsque la vue est si lointaine ? », se demande Kato.
La fonction de sauvegarde du jeu a également été critiquée, car elle n'est en place qu'à la fin de chaque niveau, obligeant de reprendre au début.
Les critiques se sont aussi plaints des scènes cinématiques que l'on ne peut passer rapidement, des objectifs parfois mal formulés et de la relativement courte durée du jeu.

### Avis de Peter Jackson
Malgré l'accueil critique plutôt favorable et les fortes ventes, Peter Jackson, réalisateur de la trilogie cinématographique, a décidé de confier l'adaptation de son film suivant, King Kong à Ubisoft plutôt qu'à Electronic Arts. Jackson a expliqué qu'Electronic Arts n'était pas particulièrement intéressé, et qu'après avoir joué à Beyond Good and Evil, il souhaitait travailler avec le concepteur de jeu vidéo français Michel Ancel.

## Traductions et références

### Traductions
1. ↑  « if you didn't know anything about the story of The Return of the King, then the story of the game may be hard to follow, though you'll still get the gist of it... in case you don't want any aspect of the movie spoiled for you, it'd be wise to hold off on playing The Return of the King until after you've seen the movie. »
2. ↑  « just trying to match the breathtaking look and feel of the movies ».
3. ↑  « We even hired the same stunt doubles from the movie to help us render the most realistic movements in the game. »
4. ↑  « we want the game to not just look like the films but to be exactly like the films. »
5. ↑  « When we were reproducing Minas Tirith... we felt the team would benefit from being able to see and feel a piece of the actual movie set. Unfortunately, the set had already been dismantled. So, while in New Zealand, I searched the various warehouses to find remnants of the dismantled set. After much work, I returned to San Francisco proudly bearing four bricks from the Minas Tirith set. »
6. ↑  « the best movie to game conversion that has come out in a long time ».
7. ↑  « [setting] a new standard for video game adaptations of movies. »
8. ↑  « Everything from the explosions, swords clashing, hundreds of incoming enemies storming your way, all sounds like it came directly from the movie! »
9. ↑  « The game's audio is even more effective than the graphics at conveying the intensity of the action. »
10. ↑  « a thrill ride... And not just 'cause Return of the King unleashes larger hordes of foes than last year's equally slick Two Towers prequel. Many of Return of the King's levels actually force you to multitask while you hack and slash. »
11. ↑  « Combat in RotK is superbly satisfying. Your blows connect with a solid, visceral thud you can almost feel. »
12. ↑  « Sometimes I got the feeling that I was working harder only to have less fun than in Two Towers. »
13. ↑  « What's the use of a new graphics engine and character models when the view is from so far away? »